# NGC 1387
NGC 1387 este o quasar situată în constelația Cuptorul. A fost descoperită în 25 decembrie 1835 de către John Herschel. Se află la o distanță de 19,14 megaparseci de Pământ.